# Gercüş
Gercüş (Kercews en kurde) est une ville et un district de la province de Batman dans la région de l'Anatolie du sud-est en Turquie.

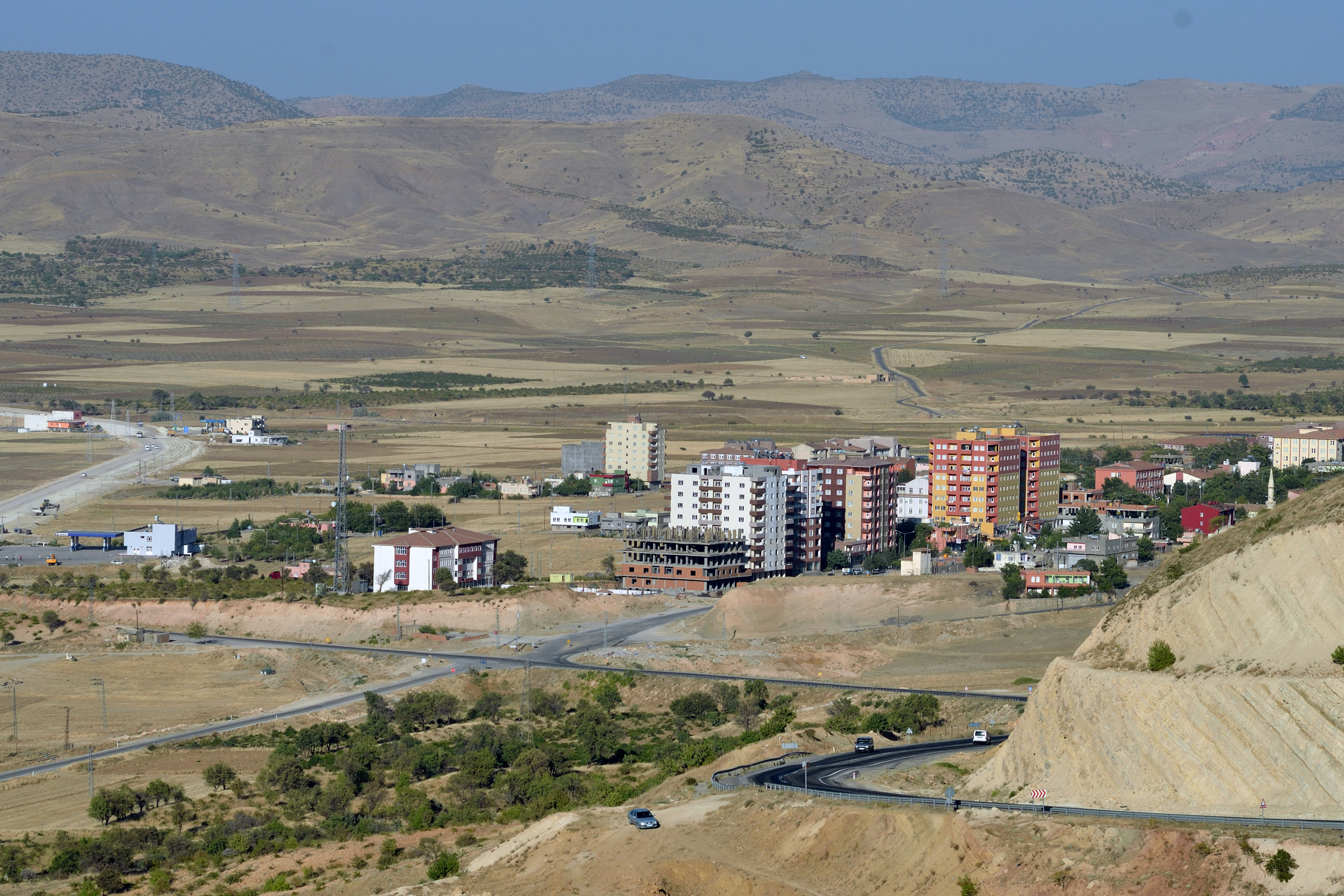
Kercos